# Vittorio De Seta
Vittorio De Seta (ur. 15 października 1923 w Palermo, zm. 28 listopada 2011 w Sellia Marina) – włoski reżyser i scenarzysta filmowy, dokumentalista  uważany za jednego ze wspaniałych realistów wyobraźni lat 60.
Vittorio De Seta urodził się w Palermo na Sycylii w bogatej rodzinie. Studiował architekturę w Rzymie, przed podjęciem decyzji o zostaniu reżyserem.

## Filmografia
- Bandyci w Orgosolo (Banditi a Orgosolo) (1961)
- Un uomo a metà (1966)
- L'invitata (1969)
- Diario di un maestro (1972, TV)
- In Calabria (1993)
- Lettere dal Sahara (2005)

## Filmy dokumentalne
- Vinni lu tempu de li pisci spata (1955)
- Isole di fuoco (1955)
- Sulfarara (1955)
- Pasqua in Sicilia (1955)
- Contadini del mare (1955)
- Parabola d'oro (1955)
- Pescherecci (1958)
- Pastori di Orgosolo (1958)
- Un giorno in Barbagia (1958)
- I dimenticati (1959)